# 中尾幸世
中尾 幸世（なかお さちよ）は、日本の女優、デザイナーである。東京都出身。佐々木昭一郎演出のNHK『夢の島少女』、「川」三部作（『川の流れはバイオリンの音』ほか）などへの主演で知られる。多摩美術大学卒業。

## 略歴
長野県の飯田出身で東京で工務店を営む両親の元、世田谷区上北沢に育つ。幼いころは美術大学を目指しながら、楳図かずおの漫画を原作にした創作芝居をし、中学では演劇部に入った。
高校2年生の時に東京キッドブラザースの劇団員に応募し、ミュージカル『ザ・シティ』に採用される。同期には巻上公一らがいた。同舞台では海外公演にも起用されたが家族の反対もあり断念。その後、ドラマ『夢の島少女』のヒロインを探していたディレクター・佐々木昭一郎に採用される。以後、佐々木作品のミューズ的存在となり、『四季〜ユートピアノ〜』、「川」三部作に主演、一連の作品は文化庁芸術祭大賞、イタリア・クレモナ市民賞、プラハ国際テレビ祭最優秀演出賞、毎日芸術賞といった日本国内・国外の賞を多数受賞した。
1984年以降は、広告代理店でデザイナーとして働きながら、年2、3回の割合でラジオドラマに出演。
1989年から朗読イベントを行っている。福島県いわき市の森美術館では1996年以降、アイリッシュハープ演奏なども交えた朗読会を続け、2018年現在で30回を重ねた。

## 出演

### テレビドラマ
- 夢の島少女（1974年、NHK） - 主演・サヨコ 役[1][10]
- 四季〜ユートピアノ〜（1980年、NHK） - 主演・栄子 役[11]
- 「川」三部作（NHK） - 主演・栄子 役
  - 川の流れはバイオリンの音〜イタリア・ポー川〜（1981年）[4]
  - アンダルシアの虹〜川（リバー） スペイン編〜（1983年）[5]
  - 春・音の光〜川（リバー） スロバキア編〜（1984年）[6]

### ラジオドラマ
- 赤糸で縫いとじられた物語（1984年、NHK-FM）
- ひとりぼっちのあなたに -寺山修司・青春の詩（1985年、NHK-FM）
- 赤糸で縫いとじられた物語 パート2（1985年、NHK-FM）
- 時には母のない子のように/はだしの恋唄（1987年、NHK-FM）
- ひろば・まぼろし（1987年、NHK-FM）
- 10人のシンデレラ/総集篇（1988年、NHK-FM）
- 夜明けのショパン-甦る天才ピアニスト田中希代子（1989年、TBSラジオ）[2]
- 天の記憶（1990年、NHK-FM)
- 愛と幻想の小さな物語（1990年、NHK-FM）
- 白の森・不思議（1991年、NHK-FM)
- DQ（1992年、NHK-FM）[2]
- だから淋しいとりのこえ（1995年、NHK-FM)
- レインブルー（1996年、NHK-FM)
- 広場からの手紙・宮沢賢治生誕100年記念番組（1996年、NHK-FM)

### 舞台劇
- ザ・シティ（1974年、東京キッドブラザース）[1][2]

### 映画
- 竜とそばかすの姫（2021年） - 畑中さん 役（声の出演）[12]
- 大地のマフラーを編みつなぐ（2024年）

### TVナレーション
- 「僕の気持ちを語りたい」（1990年、NHK「ピープル九州」）
- 「“青い幻燈･賢治への旅”北の国に耳を澄ます一日（宮沢賢治生誕記念番組）」（1992年、衛星放送St.GIGA）
- 「ネパールからの報告～ネパール・PHC・プロジェクト」（1998年、テレビ埼玉）
- 「本と出会う」第52回（2002年、TBS BSデジタル放送）
- ふるさとスペシャル「いたち川」（2004年、KNBテレビ）出演
- キユーピーノンオイル「ポラロイド」篇（2004年、CMのナレーション）
- 「世界に届け！幸せの歌」（2012年、NHK)